# Vajnócz János
Vajnócz János (Győr, 1805 körül – Békés, 1835. október 16.) orvosdoktor, szemészmester.

## Élete
Fabini János Teofil tanítványa, később segéde a Pesti Egyetemen; győri származású. 1831-ben nevezték ki segéddé a szemészet professzora mellé, 1832-ben nyert orvosdoktori oklevelet a pesti egyetemen. 1832-ben jelent meg Ophthailmo diaetetika című 54 oldalas munkája Pesten, melynek magyar címe Szemápolás a Tek. Orv. Kar. engedelmével a bud.pesti kir. egyetemében. Magyarra fordította mestere, Fabini János Teofil legjelentősebb szemészeti munkáját, a Doctrina de morbis oculorum. In usum auditorum suorum-ot.
Cikkei az Orvosi Tárban (IX-XI. 1838).

## Munkái
- Szemápolás. Orvosdoktori iktatásakor. Pest, 1832. (Latin címmel is).
- Fabinyi János tanítmánya a szembetegségekről. 2. jav. kiadás után ford. Buda, 1837.